# Niphona appendiculata
Niphona appendiculata es una especie de escarabajo longicornio del género Niphona, tribu Pteropliini, subfamilia Lamiinae. Fue descrita científicamente por Gerstaecker en 1871.
La especie se mantiene activa durante los meses de enero, febrero, marzo, abril, julio, noviembre y diciembre.

## Descripción
Mide 13-19 milímetros de longitud.

## Distribución
Se distribuye por África.